# Сорель-Трейси
Соре́ль-Тре́йси (фр. Sorel-Tracy) — город на юго-западе провинции Квебек, Канада. Население согласно последней переписи 2006 года составило 34 076 человек. Мэр города — Режан Доплес.

## История
Сорель является четвёртым старейшим городом в провинции Квебек. Его формирование началось в 1642 году, когда Карл де От Монтаньи, первый губернатор и вице-губернатор Новой Франции, построил Форт Ришельё здесь в качестве защиты для поселенцев и речных путешественников против ирокезов. В 1647 году оригинальный форт был разрушен ирокезами, но он был перестроен на том же месте в 1665 году.
Название Сорель приходит от имени первого сеньора, Пьера де Сореля. Он был командиром полка Кариньян-Сольер, что приехал в августе 1665 года. Короля Людовик XIV в 1672 году предоставил ему сеньорию, хотя он уже построил усадьбу за четыре года до этого. Название Траси происходит от генерал-лейтенанта Александр де Прувилля, Сэра де Траси.
Именно в Сореле, впервые в Северной Америке ёлки появились в канун Рождества в 1781 году. После визита принца Уильяма Генри, герцога Глостер, Сорель в 1787 году принял имя Уильям-Генри, имя он сохранил до 1845 года.
Вполне вероятно, что до американской революции в Сореле не было людей, говорящих по-английски. В 1776 крупные подразделения войск проходили через регион и время от времени располагались на постой; в частности, в Сореле были расквартированы немецкие наёмники на службе Англии.
Покупка была в конечном счете сделана в 1781 году и Сорель стал информационно-координационным центром для постоянного потока беженцев-лоялистов с юга. Определённое количество из них поселились в Сореле, образуя ядро английского населения. Сорель был выбран в качестве одного убежищ инвалидов войны, или пенсионеров «Челси», как их ещё называли. Эти старые солдаты и члены их семей, насчитывающие несколько сотен, были направлены в Сорель для оказания им медицинской помощи.
Самые ранние усилия для распространения протестантской религии в Канаде были сделаны в Сореле. Продолжение притока лоялистов в течение года побудило население искать постоянного священника, и поэтому в конце года, ходатайство было направлено в Общество по распространению Евангелия, умоляя их отправить священника проживать в сеньором.